# Szyfr Kisha
Szyfr Kisha – technika szyfrowania pozwalająca zachować bezpieczną komunikację przy użyciu klasycznej fizyki statystycznej, wynaleziony przez amerykańskiego fizyka Laszlo Kisha. Szyfr Kisha to fizyczne zabezpieczenie warstwy (technika sprzętowa), gdzie jak twierdził, bezpieczeństwo powinno być dostarczone poprzez prawa fizyki (drugie prawo termodynamiki i prawo Kirchhoffa) i nie należy go mylić z szyfrowymi rozwiązaniami programowymi tzw. Kish–Sethuraman (KS). Należy zauważyć, że roszczenie bezpieczeństwa jest sprzeczne z ogólnie przyjętym założeniem, że brak klasycznego systemu może być informacją teoretycznie bezpieczną. System Kisha jest podatny na różne proste ataki. System Kisha różni się jakościowo od kwantowej dystrybucji kluczy tym, że istnieje szereg dowodów bezpieczeństwa QKD, pomimo że nie ma takich dowodów na system Kisha, tylko niektóre ataki zostały wykluczone.

## Schemat szyfru Kisha
Kanałem komunikacji jest standardowy przewód, a koncepcyjnie nadawca może wysłać komunikat przechodząc pomiędzy dwoma różnymi wartościami rezystorów na jednym z końców przewodu. Na drugim końcu odbiorca (odbiornik) może odwzajemnić poprzez przełączenie rezystorów. Niekonwencjonalny sygnał jest wysyłany wzdłuż linii chociaż szum termiczny skutecznie rozprzestrzenia się w przewodzie jak każdy inny sygnał elektryczny. Odbiornik korzysta z analizatora widma w celu zmierzenia szumu termicznego w przewodzie. Od hałasu, całkowita odporność linii może być obliczona. Odbiornik zna swoją własną wartość rezystora, więc może wydedukować nadawcy rezystor. W ten sposób wiadomości mogą być po prostu zakodowany w kategoriach binarnych stanów zależnych od dwóch rezystorów wartości. System jest uważany za bezpieczny chociaż podsłuchiwacz może mierzyć całkowity opór, to nie ma wiedzy o poszczególnych wartościach odbiorcy i nadawcy.
Aby uchronić szyfr Kisha przed inwazyjnymi atakami w tym man-in-the-middle, nadajnik i odbiornik monitoruje w sposób ciągły prąd i napięcie amplitudy i nadanie ich przez niepodległe publiczne kanały. W ten sposób uważa się mieć pełną wiedzę na podsłuchiwaczy, chociaż istniejące analizy bezpieczeństwa objęły tylko konkretne ataki.
Jednym z możliwych atak na Kish szyfru jest ocena wartości rezystora na jednym końcu przewodu, w oknie czasowym, w którym rezystor na drugim końcu rezystor został wyłączony. Odpowiedź na ten zarzut jest to, że ataku można uniknąć poprzez proste sztuczki z robieniem przełączeń gdy napięcie i natężenie prądu jest zerowe. W demonstracji sprzętowej szyfru napięcie (i natężenie prądu) zostało obniżone do zera przed ponownym włączeniem odbyła się w celu stworzenia takiej sytuacji w łatwy sposób. Prostsza metoda do wyeliminowania tego problemu wykorzystuje fakt, że dokładny pomiar hałasu jest powolny, gdyż wymaga procesu uśredniania. Rezystory są przełączane szybciej niż czas pomiaru hałasu.
Zastosowanie formuły szumu termicznego do oceny wartości rezystorów wymaga równowagi termicznej. Metoda szyfru Kisha daleka jest od tej sprawy. Na przykład, nie ma gwarancji, że odbiornik i nadajnik są w tej samej temperaturze. Ta skierowana jest przy użyciu sztucznych źródeł hałasu z szumu termicznego o podobnych cechach, a nie rzeczywistych wartości rezystorów.